# Young Tree
Young Tree è un album del gruppo reggae californiano Groundation ed è datato 1999. È stato rimasterizzato nel 2002. 

## Tracce
1. Long, Long Ago – 6:50
2. Glory To The Kings – 7:11
3. Confusing Situation – 4:53
4. Congress Man – 4:15
5. Craven Fe' Dead – 5:28
6. Dream – 5:39
7. Young Tree – 5:55
8. Vibes Alive – 5:29
9. Groundation Chant – 6:49
10. Grounding Dub – 6:52